# 1813
Portal Geschichte | Portal Biografien | Aktuelle Ereignisse | Jahreskalender | Tagesartikel

◄ |
18. Jahrhundert |
19. Jahrhundert
| 20. Jahrhundert | ►

◄ |
1780er |
1790er |
1800er |
1810er
| 1820er | 1830er | 1840er | ►

◄◄ |
◄ |
1809 |
1810 |
1811 |
1812 |
1813
| 1814 | 1815 | 1816 | 1817 | ► | ►►
Staatsoberhäupter  · Nekrolog   · Musikjahr
| Januar | Januar | Januar | Januar | Januar | Januar | Januar | Januar |
| Kw     | Mo     | Di     | Mi     | Do     | Fr     | Sa     | So     |
| ------ | ------ | ------ | ------ | ------ | ------ | ------ | ------ |
| 53     |        |        |        |        | 1      | 2      | 3      |
| 1      | 4      | 5      | 6      | 7      | 8      | 9      | 10     |
| 2      | 11     | 12     | 13     | 14     | 15     | 16     | 17     |
| 3      | 18     | 19     | 20     | 21     | 22     | 23     | 24     |
| 4      | 25     | 26     | 27     | 28     | 29     | 30     | 31     |

| Februar | Februar | Februar | Februar | Februar | Februar | Februar | Februar |
| Kw      | Mo      | Di      | Mi      | Do      | Fr      | Sa      | So      |
| ------- | ------- | ------- | ------- | ------- | ------- | ------- | ------- |
| 5       | 1       | 2       | 3       | 4       | 5       | 6       | 7       |
| 6       | 8       | 9       | 10      | 11      | 12      | 13      | 14      |
| 7       | 15      | 16      | 17      | 18      | 19      | 20      | 21      |
| 8       | 22      | 23      | 24      | 25      | 26      | 27      | 28      |

| März | März | März | März | März | März | März | März |
| Kw   | Mo   | Di   | Mi   | Do   | Fr   | Sa   | So   |
| ---- | ---- | ---- | ---- | ---- | ---- | ---- | ---- |
| 9    | 1    | 2    | 3    | 4    | 5    | 6    | 7    |
| 10   | 8    | 9    | 10   | 11   | 12   | 13   | 14   |
| 11   | 15   | 16   | 17   | 18   | 19   | 20   | 21   |
| 12   | 22   | 23   | 24   | 25   | 26   | 27   | 28   |
| 13   | 29   | 30   | 31   |      |      |      |      |

| April | April | April | April | April | April | April | April |
| Kw    | Mo    | Di    | Mi    | Do    | Fr    | Sa    | So    |
| ----- | ----- | ----- | ----- | ----- | ----- | ----- | ----- |
| 13    |       |       |       | 1     | 2     | 3     | 4     |
| 14    | 5     | 6     | 7     | 8     | 9     | 10    | 11    |
| 15    | 12    | 13    | 14    | 15    | 16    | 17    | 18    |
| 16    | 19    | 20    | 21    | 22    | 23    | 24    | 25    |
| 17    | 26    | 27    | 28    | 29    | 30    |       |       |

| Mai | Mai | Mai | Mai | Mai | Mai | Mai | Mai |
| Kw  | Mo  | Di  | Mi  | Do  | Fr  | Sa  | So  |
| --- | --- | --- | --- | --- | --- | --- | --- |
| 17  |     |     |     |     |     | 1   | 2   |
| 18  | 3   | 4   | 5   | 6   | 7   | 8   | 9   |
| 19  | 10  | 11  | 12  | 13  | 14  | 15  | 16  |
| 20  | 17  | 18  | 19  | 20  | 21  | 22  | 23  |
| 21  | 24  | 25  | 26  | 27  | 28  | 29  | 30  |
| 22  | 31  |     |     |     |     |     |     |

| Juni | Juni | Juni | Juni | Juni | Juni | Juni | Juni |
| Kw   | Mo   | Di   | Mi   | Do   | Fr   | Sa   | So   |
| ---- | ---- | ---- | ---- | ---- | ---- | ---- | ---- |
| 22   |      | 1    | 2    | 3    | 4    | 5    | 6    |
| 23   | 7    | 8    | 9    | 10   | 11   | 12   | 13   |
| 24   | 14   | 15   | 16   | 17   | 18   | 19   | 20   |
| 25   | 21   | 22   | 23   | 24   | 25   | 26   | 27   |
| 26   | 28   | 29   | 30   |      |      |      |      |

| Juli | Juli | Juli | Juli | Juli | Juli | Juli | Juli |
| Kw   | Mo   | Di   | Mi   | Do   | Fr   | Sa   | So   |
| ---- | ---- | ---- | ---- | ---- | ---- | ---- | ---- |
| 26   |      |      |      | 1    | 2    | 3    | 4    |
| 27   | 5    | 6    | 7    | 8    | 9    | 10   | 11   |
| 28   | 12   | 13   | 14   | 15   | 16   | 17   | 18   |
| 29   | 19   | 20   | 21   | 22   | 23   | 24   | 25   |
| 30   | 26   | 27   | 28   | 29   | 30   | 31   |      |

| August | August | August | August | August | August | August | August |
| Kw     | Mo     | Di     | Mi     | Do     | Fr     | Sa     | So     |
| ------ | ------ | ------ | ------ | ------ | ------ | ------ | ------ |
| 30     |        |        |        |        |        |        | 1      |
| 31     | 2      | 3      | 4      | 5      | 6      | 7      | 8      |
| 32     | 9      | 10     | 11     | 12     | 13     | 14     | 15     |
| 33     | 16     | 17     | 18     | 19     | 20     | 21     | 22     |
| 34     | 23     | 24     | 25     | 26     | 27     | 28     | 29     |
| 35     | 30     | 31     |        |        |        |        |        |

| September | September | September | September | September | September | September | September |
| Kw        | Mo        | Di        | Mi        | Do        | Fr        | Sa        | So        |
| --------- | --------- | --------- | --------- | --------- | --------- | --------- | --------- |
| 35        |           |           | 1         | 2         | 3         | 4         | 5         |
| 36        | 6         | 7         | 8         | 9         | 10        | 11        | 12        |
| 37        | 13        | 14        | 15        | 16        | 17        | 18        | 19        |
| 38        | 20        | 21        | 22        | 23        | 24        | 25        | 26        |
| 39        | 27        | 28        | 29        | 30        |           |           |           |

| Oktober | Oktober | Oktober | Oktober | Oktober | Oktober | Oktober | Oktober |
| Kw      | Mo      | Di      | Mi      | Do      | Fr      | Sa      | So      |
| ------- | ------- | ------- | ------- | ------- | ------- | ------- | ------- |
| 39      |         |         |         |         | 1       | 2       | 3       |
| 40      | 4       | 5       | 6       | 7       | 8       | 9       | 10      |
| 41      | 11      | 12      | 13      | 14      | 15      | 16      | 17      |
| 42      | 18      | 19      | 20      | 21      | 22      | 23      | 24      |
| 43      | 25      | 26      | 27      | 28      | 29      | 30      | 31      |

| November | November | November | November | November | November | November | November |
| Kw       | Mo       | Di       | Mi       | Do       | Fr       | Sa       | So       |
| -------- | -------- | -------- | -------- | -------- | -------- | -------- | -------- |
| 44       | 1        | 2        | 3        | 4        | 5        | 6        | 7        |
| 45       | 8        | 9        | 10       | 11       | 12       | 13       | 14       |
| 46       | 15       | 16       | 17       | 18       | 19       | 20       | 21       |
| 47       | 22       | 23       | 24       | 25       | 26       | 27       | 28       |
| 48       | 29       | 30       |          |          |          |          |          |

| Dezember | Dezember | Dezember | Dezember | Dezember | Dezember | Dezember | Dezember |
| Kw       | Mo       | Di       | Mi       | Do       | Fr       | Sa       | So       |
| -------- | -------- | -------- | -------- | -------- | -------- | -------- | -------- |
| 48       |          |          | 1        | 2        | 3        | 4        | 5        |
| 49       | 6        | 7        | 8        | 9        | 10       | 11       | 12       |
| 50       | 13       | 14       | 15       | 16       | 17       | 18       | 19       |
| 51       | 20       | 21       | 22       | 23       | 24       | 25       | 26       |
| 52       | 27       | 28       | 29       | 30       | 31       |          |          |

| Januar | Januar | Januar | Januar | Januar | Januar | Januar | Januar |
| Kw     | Mo     | Di     | Mi     | Do     | Fr     | Sa     | So     |
| ------ | ------ | ------ | ------ | ------ | ------ | ------ | ------ |
| 53     |        |        |        |        | 1      | 2      | 3      |
| 1      | 4      | 5      | 6      | 7      | 8      | 9      | 10     |
| 2      | 11     | 12     | 13     | 14     | 15     | 16     | 17     |
| 3      | 18     | 19     | 20     | 21     | 22     | 23     | 24     |
| 4      | 25     | 26     | 27     | 28     | 29     | 30     | 31     |

| Februar | Februar | Februar | Februar | Februar | Februar | Februar | Februar |
| Kw      | Mo      | Di      | Mi      | Do      | Fr      | Sa      | So      |
| ------- | ------- | ------- | ------- | ------- | ------- | ------- | ------- |
| 5       | 1       | 2       | 3       | 4       | 5       | 6       | 7       |
| 6       | 8       | 9       | 10      | 11      | 12      | 13      | 14      |
| 7       | 15      | 16      | 17      | 18      | 19      | 20      | 21      |
| 8       | 22      | 23      | 24      | 25      | 26      | 27      | 28      |

| März | März | März | März | März | März | März | März |
| Kw   | Mo   | Di   | Mi   | Do   | Fr   | Sa   | So   |
| ---- | ---- | ---- | ---- | ---- | ---- | ---- | ---- |
| 9    | 1    | 2    | 3    | 4    | 5    | 6    | 7    |
| 10   | 8    | 9    | 10   | 11   | 12   | 13   | 14   |
| 11   | 15   | 16   | 17   | 18   | 19   | 20   | 21   |
| 12   | 22   | 23   | 24   | 25   | 26   | 27   | 28   |
| 13   | 29   | 30   | 31   |      |      |      |      |

| April | April | April | April | April | April | April | April |
| Kw    | Mo    | Di    | Mi    | Do    | Fr    | Sa    | So    |
| ----- | ----- | ----- | ----- | ----- | ----- | ----- | ----- |
| 13    |       |       |       | 1     | 2     | 3     | 4     |
| 14    | 5     | 6     | 7     | 8     | 9     | 10    | 11    |
| 15    | 12    | 13    | 14    | 15    | 16    | 17    | 18    |
| 16    | 19    | 20    | 21    | 22    | 23    | 24    | 25    |
| 17    | 26    | 27    | 28    | 29    | 30    |       |       |

| Mai | Mai | Mai | Mai | Mai | Mai | Mai | Mai |
| Kw  | Mo  | Di  | Mi  | Do  | Fr  | Sa  | So  |
| --- | --- | --- | --- | --- | --- | --- | --- |
| 17  |     |     |     |     |     | 1   | 2   |
| 18  | 3   | 4   | 5   | 6   | 7   | 8   | 9   |
| 19  | 10  | 11  | 12  | 13  | 14  | 15  | 16  |
| 20  | 17  | 18  | 19  | 20  | 21  | 22  | 23  |
| 21  | 24  | 25  | 26  | 27  | 28  | 29  | 30  |
| 22  | 31  |     |     |     |     |     |     |

| Juni | Juni | Juni | Juni | Juni | Juni | Juni | Juni |
| Kw   | Mo   | Di   | Mi   | Do   | Fr   | Sa   | So   |
| ---- | ---- | ---- | ---- | ---- | ---- | ---- | ---- |
| 22   |      | 1    | 2    | 3    | 4    | 5    | 6    |
| 23   | 7    | 8    | 9    | 10   | 11   | 12   | 13   |
| 24   | 14   | 15   | 16   | 17   | 18   | 19   | 20   |
| 25   | 21   | 22   | 23   | 24   | 25   | 26   | 27   |
| 26   | 28   | 29   | 30   |      |      |      |      |

| Juli | Juli | Juli | Juli | Juli | Juli | Juli | Juli |
| Kw   | Mo   | Di   | Mi   | Do   | Fr   | Sa   | So   |
| ---- | ---- | ---- | ---- | ---- | ---- | ---- | ---- |
| 26   |      |      |      | 1    | 2    | 3    | 4    |
| 27   | 5    | 6    | 7    | 8    | 9    | 10   | 11   |
| 28   | 12   | 13   | 14   | 15   | 16   | 17   | 18   |
| 29   | 19   | 20   | 21   | 22   | 23   | 24   | 25   |
| 30   | 26   | 27   | 28   | 29   | 30   | 31   |      |

| August | August | August | August | August | August | August | August |
| Kw     | Mo     | Di     | Mi     | Do     | Fr     | Sa     | So     |
| ------ | ------ | ------ | ------ | ------ | ------ | ------ | ------ |
| 30     |        |        |        |        |        |        | 1      |
| 31     | 2      | 3      | 4      | 5      | 6      | 7      | 8      |
| 32     | 9      | 10     | 11     | 12     | 13     | 14     | 15     |
| 33     | 16     | 17     | 18     | 19     | 20     | 21     | 22     |
| 34     | 23     | 24     | 25     | 26     | 27     | 28     | 29     |
| 35     | 30     | 31     |        |        |        |        |        |

| September | September | September | September | September | September | September | September |
| Kw        | Mo        | Di        | Mi        | Do        | Fr        | Sa        | So        |
| --------- | --------- | --------- | --------- | --------- | --------- | --------- | --------- |
| 35        |           |           | 1         | 2         | 3         | 4         | 5         |
| 36        | 6         | 7         | 8         | 9         | 10        | 11        | 12        |
| 37        | 13        | 14        | 15        | 16        | 17        | 18        | 19        |
| 38        | 20        | 21        | 22        | 23        | 24        | 25        | 26        |
| 39        | 27        | 28        | 29        | 30        |           |           |           |

| Oktober | Oktober | Oktober | Oktober | Oktober | Oktober | Oktober | Oktober |
| Kw      | Mo      | Di      | Mi      | Do      | Fr      | Sa      | So      |
| ------- | ------- | ------- | ------- | ------- | ------- | ------- | ------- |
| 39      |         |         |         |         | 1       | 2       | 3       |
| 40      | 4       | 5       | 6       | 7       | 8       | 9       | 10      |
| 41      | 11      | 12      | 13      | 14      | 15      | 16      | 17      |
| 42      | 18      | 19      | 20      | 21      | 22      | 23      | 24      |
| 43      | 25      | 26      | 27      | 28      | 29      | 30      | 31      |

| November | November | November | November | November | November | November | November |
| Kw       | Mo       | Di       | Mi       | Do       | Fr       | Sa       | So       |
| -------- | -------- | -------- | -------- | -------- | -------- | -------- | -------- |
| 44       | 1        | 2        | 3        | 4        | 5        | 6        | 7        |
| 45       | 8        | 9        | 10       | 11       | 12       | 13       | 14       |
| 46       | 15       | 16       | 17       | 18       | 19       | 20       | 21       |
| 47       | 22       | 23       | 24       | 25       | 26       | 27       | 28       |
| 48       | 29       | 30       |          |          |          |          |          |

| Dezember | Dezember | Dezember | Dezember | Dezember | Dezember | Dezember | Dezember |
| Kw       | Mo       | Di       | Mi       | Do       | Fr       | Sa       | So       |
| -------- | -------- | -------- | -------- | -------- | -------- | -------- | -------- |
| 48       |          |          | 1        | 2        | 3        | 4        | 5        |
| 49       | 6        | 7        | 8        | 9        | 10       | 11       | 12       |
| 50       | 13       | 14       | 15       | 16       | 17       | 18       | 19       |
| 51       | 20       | 21       | 22       | 23       | 24       | 25       | 26       |
| 52       | 27       | 28       | 29       | 30       | 31       |          |          |

## Ereignisse

### Politik und Weltgeschehen

#### Befreiungskriege
- 8. Februar: Professor Henrich Steffens ruft seine Studenten in Breslau zum Widerstand gegen Napoleon auf. Russische Truppen marschieren am gleichen Tag in Warschau ein.
- 9. Februar: König Friedrich Wilhelm verordnet Preußen die Wehrpflicht.
- 28. Februar: Das preußisch-russische Militärbündnis von Kalisch wird unterzeichnet. Beginn der sechsten Koalition. Die strittige Frage der Rückgabe polnischen Territoriums an Preußen wird ausgeklammert, doch ist in den geheimen Zusatzartikeln die Wiederherstellung des Vorkriegszustandes und damit gegebenenfalls eine äquivalente Kompensation für Preußen vorgesehen.
- 4. März: Einmarsch russischer Truppen in Berlin, das kurz zuvor von den Franzosen geräumt worden war.
- 10. März: König Friedrich Wilhelm III. stiftet den deutschen Kriegsorden des Eisernen Kreuzes, eine Tapferkeitsauszeichnung für Soldaten aller Stände.
- 13. März: Der französische Marschall Louis-Nicolas Davout lässt die Brücke über die Elbe in Meißen bewusst niederbrennen.
- 16. März: Preußen erklärt Frankreich den Krieg.
- 17. März: Mit dem Aufruf An Mein Volk wendet sich der preußische König Friedrich Wilhelm III. in Breslau an seine Untertanen, „Preußen und Deutsche“, und bittet um Unterstützung für den Kampf gegen Kaiser Napoleon I. Am gleichen Tag gründet Scharnhorst die preußische Landwehr.
- 18. März: Russland und Preußen vereinbaren ein gemeinsames Vorgehen in Norddeutschland und in den Rheinbundstaaten. Vor allem einige Kosakenregimenter rücken von Berlin aus Richtung Norden vor und zwingen die Herzöge von Mecklenburg, die Fronten zu wechseln. Russische Truppen unter dem Befehl von Friedrich Karl von Tettenborn besetzen Hamburg und vertreiben die Franzosen aus der Stadt. Diese erobern jedoch am 30. Mai den Ort zurück.
- 2. April: Im Gefecht bei Lüneburg siegen verbündete Preußen und Russen über ein französisches Korps. Das Gefecht ist die erste größere Kampfhandlung nach dem Rückzug der in Russland geschlagenen Franzosen hinter die Elbe.
- 5. April: Im Gefecht bei Möckern erringen die alliierten Truppen unter General Ludwig Adolf Peter zu Sayn-Wittgenstein einen ersten größeren Sieg über die zahlenmäßig überlegenen französischen Verbände.
- 21. April: Preußen bestimmt im Landsturm-Edikt, dass alle Männer vom vollendeten 17. bis zum 60. Lebensjahr, sofern sie weder der Armee noch der Landwehr angehören, künftig einem Aufgebot zur Landesverteidigung Folge zu leisten haben.
- 2. Mai: Schlacht bei Großgörschen, erste Schlacht der Befreiungskriege.
- 2. Mai: Gefecht von Halle.
- 20./21. Mai: Schlacht bei Bautzen zwischen der Koalition und den Franzosen, Sieg der napoleonischen Truppen. Durch die verlustreichen Siege erzwingt Napoleon die Räumung Sachsens und den Abzug der verbündeten russisch-preußischen Truppen nach Schlesien.
- 22. Mai: Schlacht bei Reichenbach und Markersdorf.
- 28./30. Mai: Gefecht an der Nettelnburger Schleuse.
- 4. Juni: Gefecht bei Luckau.
- 27. Juni: Die zweite Reichenbacher Konvention wird geschlossen.
- 12. Juli: Der Trachenberg-Plan wird beschlossen.
- 23. August: Schlacht bei Großbeeren.
- 26. August: Schlacht an der Katzbach.
- 26./27. August: Schlacht um Dresden zwischen den Franzosen unter Napoleon und dem Hauptheer der verbündeten Koalitionstruppen. Letzter Sieg der französischen Truppen auf deutschem Boden.
- 27. August: Preußische Verbände und ein französisches Korps liefern sich während der Befreiungskriege die Schlacht bei Hagelberg, die durch das Eingreifen russischer Kosaken mit der Flucht der Franzosen endet.
- 29./30. August: Schlacht bei Kulm in Böhmen zwischen der Koalition und den Franzosen. Sieg der Koalitionstruppen.
- 4. September: Überfall bei Dassow.
- 6. September: Schlacht bei Dennewitz (Befreiungskriege).
- 16. September: Schlacht an der Göhrde.
- 30. September: Karl Theodor von Dalberg verlässt das Großherzogtum Frankfurt.
- 1. Oktober: Das Königreich Westphalen wird in Kassel vom eingerückten Kosakenanführer Tschernyschew für aufgelöst erklärt, nachdem die kapitulierenden französischen Truppen König Jérôme Bonapartes abgezogen sind.
- 3. Oktober: In der Schlacht bei Wartenburg gelingt einem preußischen Korps während der Befreiungskriege der Übergang über die Elbe und damit eine Bedrohung der Nordflanke der in Sachsen befindlichen französischen Truppen Napoleon Bonapartes.
- 8. Oktober: Im Vertrag von Ried (Ried im Innkreis) wechselt das Königreich Bayern die Fronten. Es verlässt das napoleonische Frankreich und tritt gegen die Zusicherung des Wahrens seines Besitzstands den Alliierten im Sechsten Koalitionskrieg bei.
- 14. Oktober: Das bislang verbündete Königreich Bayern erklärt Frankreich den Krieg.

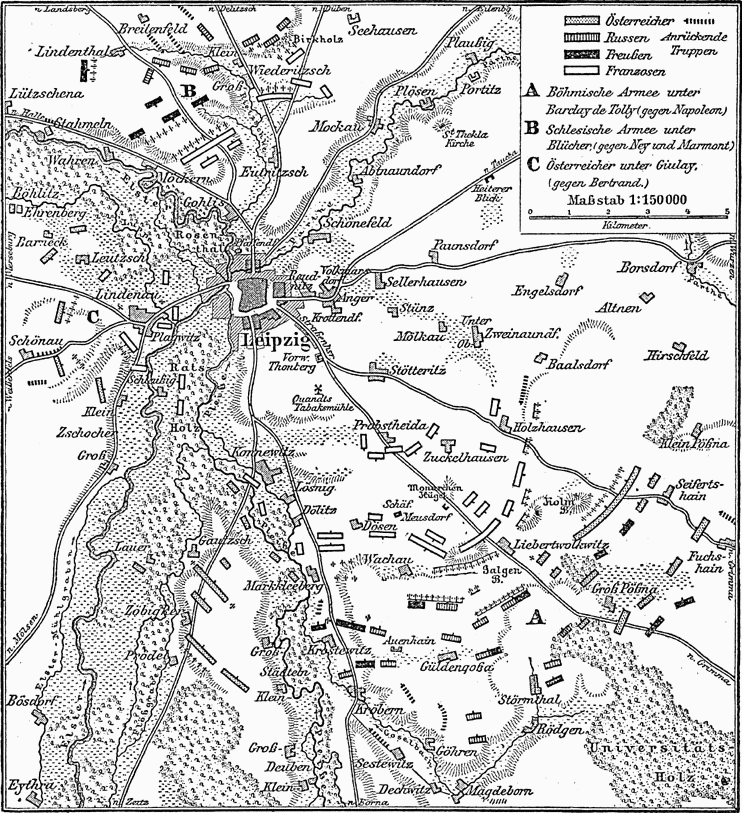
Karte der Truppenstellungen am 16. Oktober 1813

- 16. bis 19. Oktober: In der Völkerschlacht bei Leipzig werden die Truppen Napoléons von den verbündeten Heeren der Österreicher, Preußen, Russen und Schweden besiegt.
- 25. Oktober: Die siegreichen Einheiten beginnen mit der Belagerung von Erfurt im französischen Fürstentum Erfurt.
- 28. Oktober: Karl Theodor von Dalberg dankt zugunsten von Napoléons Stiefsohn Eugène de Beauharnais als Großherzog von Frankfurt ab; das Großherzogtum zerfällt.
- 31. Oktober: Napoleon Bonaparte setzt sich nach der Völkerschlacht bei Leipzig mit den Resten seiner Armee in der zweitägigen Schlacht bei Hanau gegen ein bayerisch-österreichisches Heer durch, das ihm den Rückweg nach Frankreich verlegen wollte.
- 2. November: König Friedrich I. von Württemberg wechselt auf die Seite der Verbündeten im Sechsten Koalitionskrieg gegen den französischen Kaiser Napoleon über. Österreich hat ihm im Vertrag von Fulda Zusicherungen zum Bestand seines Königreiches gegeben.
- 30. November: Prinz Wilhelm Friedrich von Oranien-Nassau, ehemals Statthalter Wilhelm VI. der Niederlande, kehrt aus dem britischen Exil zurück.
- 2. Dezember: Die Niederlande proklamieren ihre Unabhängigkeit von französischer Herrschaft und Wilhelm I. als ihren Souverän.
- 21. Dezember: Alliierte Truppen der sechsten Koalition rücken zwischen Basel und Schaffhausen in die Schweiz ein, deren Grenztruppen sich kampflos zurückziehen. Mit der Besetzung zieht das Ende der Mediation im Alpenstaat herauf.
- 29. Dezember: In Zürich beschließen zehn alte Kantone der Schweiz die Aufhebung der Mediationsverfassung. Weil zugleich die Untertanenverhältnisse abgeschafft bleiben, treten in den folgenden Wochen Spannungen auf.

#### Napoleonische Kriege auf der Iberischen Halbinsel
- 21. Juni: In der Schlacht bei Vitoria im Baskenland besiegen englische, portugiesische und spanische Truppen unter dem Oberbefehl Wellingtons die Franzosen.
- 31. August: Belagerung von San Sebastián, Briten und Portugiesen stürmen im Spanischen Unabhängigkeitskrieg die von Franzosen besetzte spanische Stadt San Sebastián und stecken sie dabei in Brand.
- 11. Dezember: Franzosen und Spanier schließen mit dem Vertrag von Valençay Frieden und vereinbaren die Rückkehr von Ferdinand VII. auf den spanischen Thron.

#### Weitere Ereignisse in Europa
- 23. Februar: Friedrich Franz I. von Mecklenburg, als erster deutscher Fürst, der sich für die Gleichstellung der Juden einsetzte, erließ die landesherrliche Constitution zur Bestimmung einer angemessenen Verfassung der jüdischen Glaubensgenossen in den herzoglichen Landen. Das Gesetz verlieh den Mecklenburger Juden sowohl das Privat- wie das Staatsbürgerrecht.
- 28. Mai: Johann Peter Horst und Friederike Luise Delitz werden als Mitglieder einer Mordbrennerbande auf der Berliner Jungfernheide dem Scheiterhaufen überantwortet. Dies ist die letzte Hinrichtung durch Verbrennen in Deutschland.
- 10. Juni: Das vom Minister Maximilian von Montgelas erlassene Judenedikt regelt deren rechtlichen Verhältnisse im Königreich Bayern bis hin zu einer Begrenzung von Familien pro Ort.
- 24. Oktober: Der Friede von Gulistan beendet den Russisch-Persischen Krieg und Persien verliert weite Teile des Kaukasus an Russland.

#### Britisch-Amerikanischer Krieg

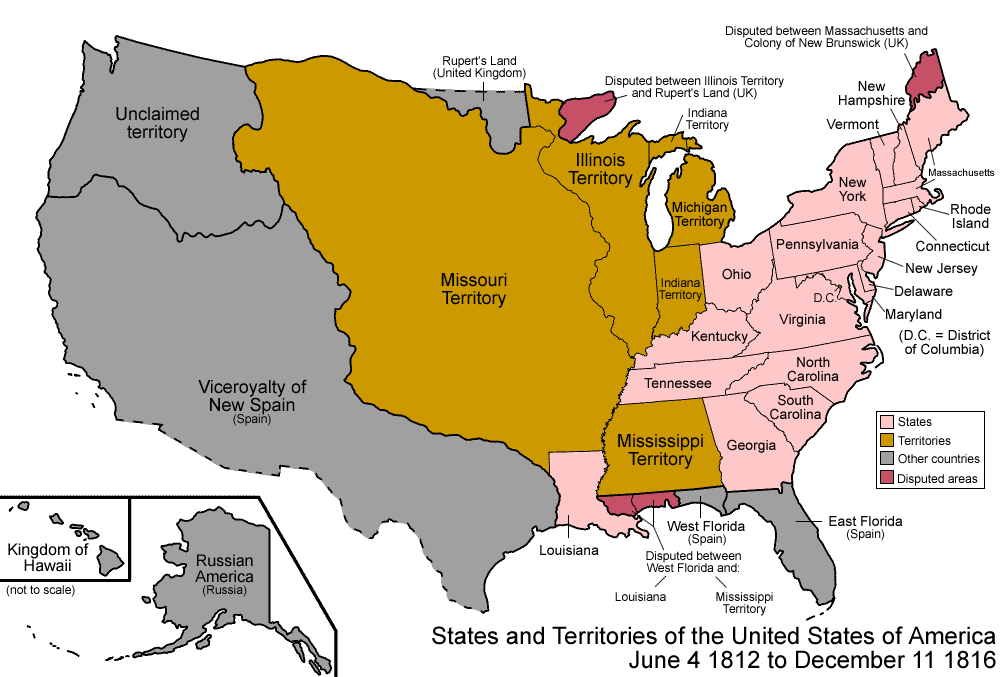
Vereinigte Staaten 1813

- 22. Januar: Eine britisch-indianische Armee besiegt in der Schlacht bei Frenchtown eine etwa 1.000 Mann zählende amerikanische Truppe und zwingt sie zur Kapitulation. Indianer ermorden anschließend etwa 30–60 verwundete Amerikaner (sog. River Raisin Massacre).
- Gouverneurswahl in New York 1813.
- 6. Juni: 700 Briten siegen in der Schlacht bei Stoney Creek (Kanada) über 3.000 Amerikaner.
- 24. Juni: Britische Truppen zwingen in der Schlacht bei Beaver Dams eine zahlenmäßig überlegene amerikanische Abteilung zur Kapitulation.
- 10. September: Die Amerikaner besiegen in der Schlacht auf dem Eriesee ein britisches Flottengeschwader und zwingen die Briten zur Räumung der von ihnen besetzten Teile Michigans.
- 28. September: Nach ihrer Niederlage in der Schlacht auf dem Eriesee müssen die Briten das 1812 eroberte Detroit und weitere Positionen am Detroit River räumen.
- 5. Oktober: Die Amerikaner besiegen die sich vom Detroit River zurückziehenden britisch-indianischen Truppen in der Schlacht am Thames River und beseitigen damit die britische Bedrohung ihrer Nordwestgrenze am Eriesee.
- 26. Oktober: Britisch-kanadische Miliztruppen besiegen in der Schlacht am Chateauguay River eine achtfach überlegene amerikanische Armee und zwingen sie zum Rückzug aus Kanada.
- 10. November: Britische Truppen besiegen in der Schlacht bei Chrysler’s Farm eine zweite, zehnfach überlegene amerikanische Armee, womit eine Doppelinvasion nach Kanada endgültig gescheitert ist.
- 19. Dezember: Britische Truppen erobern im Handstreich die amerikanische Festung Fort Niagara.
- 29. Dezember: Im Krieg von 1812 brennen britische Truppen die Stadt Buffalo nieder.

#### Lateinamerika
- 17. Oktober: Im Chilenischen Unabhängigkeitskrieg sorgt das Gefecht bei El Roble für eine Überraschung. Nach starken Verlusten der Patrioten gegenüber einer royalistischen Streitmacht wendet sich durch den Widerstand eines Haufens um Bernardo O’Higgins ein verloren geglaubtes Gefecht zu Gunsten der Patrioten.
- 6. November: Auf dem Kongress von Chilpancingo fordert José Maria Morelos y Pávon erstmals die Unabhängigkeit Mexikos von Spanien durch die Abtrennung vom Vizekönigreich Neuspanien.

#### Asien
- Die Britische Ostindien-Kompanie verliert in Indien ihre Sonderrechte auf den Handel, behält aber die oberste Gewalt in den bürgerlichen und militärischen Angelegenheiten.

### Wirtschaft
- 5. Januar: Geschwächt nach Angriffen der britischen Flotte während der Koalitionskriege, führt Dänemark eine radikale Währungsreform durch, bei der es sich de facto um einen Staatsbankrott handelt.
- In Australien wird der Holey Dollar als Währung eingeführt.

### Wissenschaft und Technik
- 17. Januar: Der Brite Humphry Davy entdeckt den Lichtbogen. Die Möglichkeit zur Erzeugung künstlichen Lichts ist damit gegeben.
- 22. März: Der Schweizer Jean Louis Burckhardt sieht als erster Europäer die Tempel von Abu Simbel.

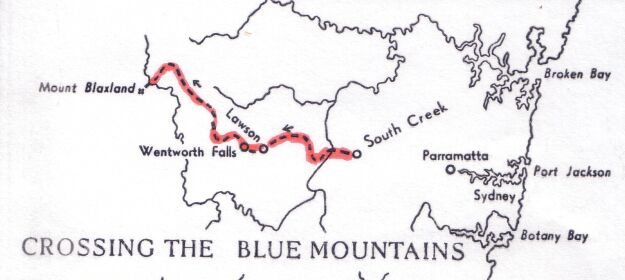
Route der Blaxland-Expedition

- 11. Mai bis 6. Juni: Die Blaxland-Expedition unter der Führung von Gregory Blaxland durchquert die Blue Mountains in Australien.
- 29. Mai: Die Optische Telegrafenlinie Metz–Mainz wird von den Franzosen nach dem System Claude Chappes eröffnet. Wichtige Nachrichten werden in codierter Form über Signalstationen weitergemeldet, sofern eine vom Wetter unbeeinträchtige Sichtverbindung herrscht.

#### Literatur

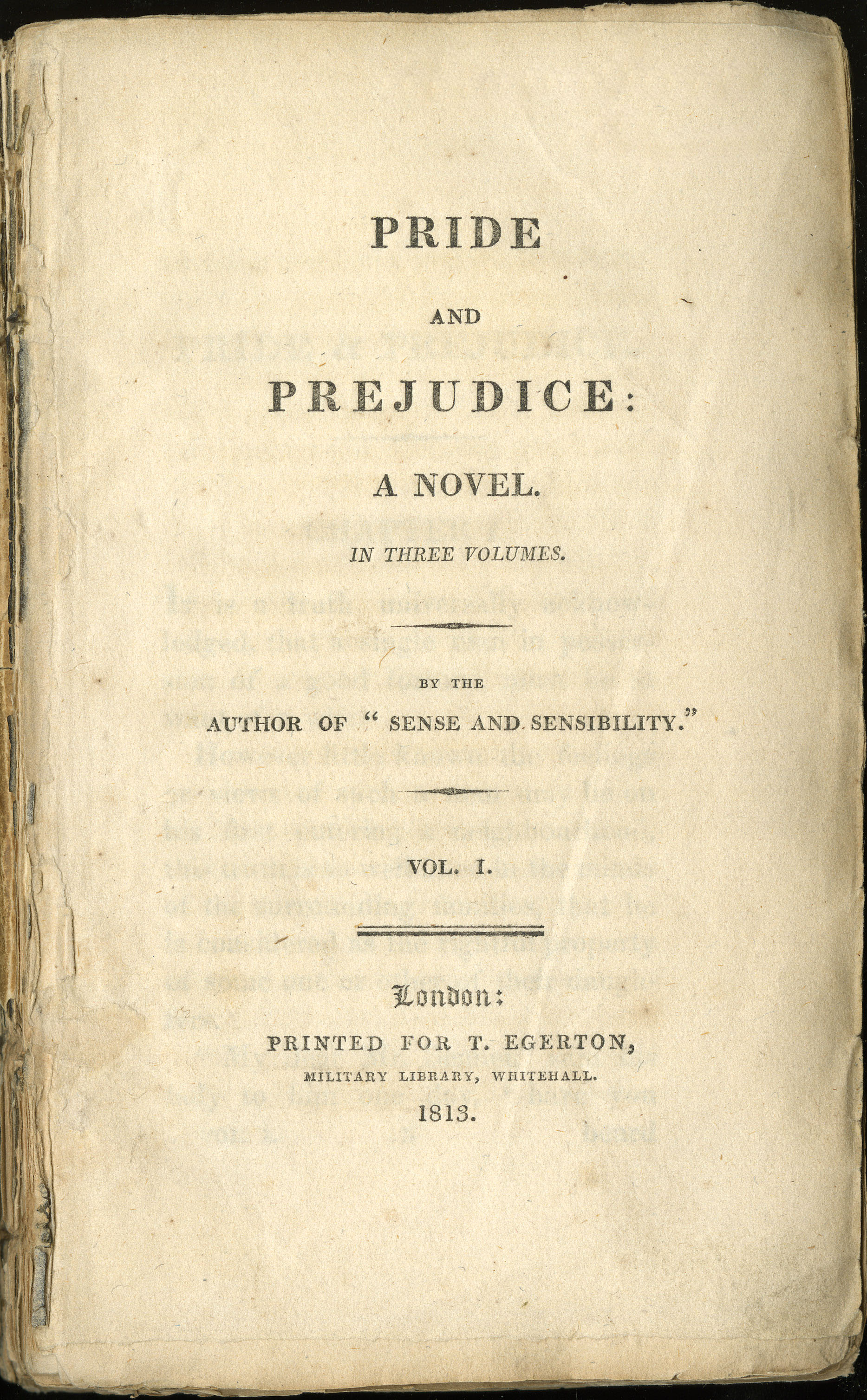
Erste Ausgabe von Stolz und Vorurteil aus dem Jahr 1813

### Kultur

#### Musik und Theater

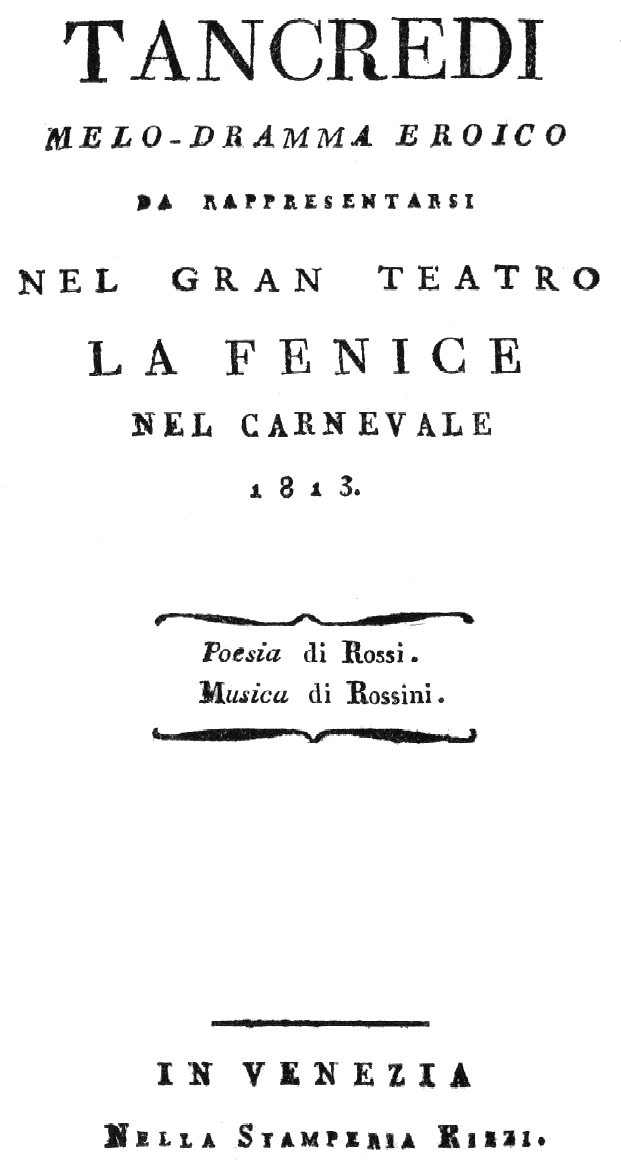
Titelseite des Librettos der Erstfassung von Tancredi

- 6. Februar: Die Opera seria Tancredi von Gioachino Rossini auf das Libretto von Gaetano Rossi nach der Tragödie Tancrède von Voltaire hat ihre Uraufführung am Teatro La Fenice in Venedig. Sowohl die Premiere als auch die zweite Aufführung müssen wegen Indisposition der Sängerinnen abgebrochen werden. Die erste vollständige Aufführung erfolgt am 12. Februar und hat keinen herausragenden Erfolg. Daraufhin wird in Ferrara eine zweite Fassung aufgeführt, die beim Publikum größeren Erfolg hat. Eine dritte Fassung wird erstmals am 18. Dezember am Teatro Re in Mailand aufgeführt und verbreitet sich von hier rasch in Italien. Mit dem Werk feiert der 20-Jährige seinen ersten großen Erfolg als Opernkomponist.
- 25. März: Uraufführung der Oper Die Insulanerinnen von Conradin Kreutzer in Stuttgart.
- 6. April: Uraufführung der Oper Les Abencérages, ou L’etendard de Grenade (Das maurische Fürstengeschlecht der Abencerragen oder Die Standarte von Granada) von Luigi Cherubini an der Grand Opéra Paris.
- 22. Mai: Die Uraufführung von Gioachino Rossinis erster großer Opera buffa L’italiana in Algeri (Die Italienerin in Algier) mit einem Libretto von Angelo Anelli erfolgt am Teatro San Benedetto in Venedig und wird mit „ohrenbetäubendem, anhaltendem allgemeinem Applaus“ aufgenommen.
- 10. Juli: Uraufführung der Operette Der blinde Gärtner oder Die blühende Aloë von Peter Joseph von Lindpaintner in München.
- 8. Dezember: Die 7. Sinfonie von Ludwig van Beethoven wird zusammen mit dem sinfonischen Schlachtengemälde Wellingtons Sieg im großen Redoutensaal der Wiener Universität als Benefizkonzert zugunsten der antinapoleonischen Kämpfer unter Beethovens Dirigat uraufgeführt und ist ein außerordentlich großer Erfolg. Im nach Beethovens Anweisungen umfangreich ausgestatteten Orchester sitzen namhafte Musiker wie Bernhard Romberg, Louis Spohr, Johann Nepomuk Hummel, Giacomo Meyerbeer, Antonio Salieri und wahrscheinlich auch Mauro Giuliani. Bei dieser ersten Aufführung und auch bei der zweiten am 12. Dezember verlangt das Publikum im zweiten Satz da capo.
- 26. Dezember: Die Uraufführung der Oper Aureliano in Palmira von Gioacchino Rossini am Teatro alla Scala di Milano in Mailand ist vor allem wegen mangelhafter Sängerleistung kein großer Erfolg.
- Ernst Moritz Arndt macht mit dem Lied Des Deutschen Vaterland die „Deutsch-französische Erbfeindschaft“ zum Zentrum der deutschen Identität.

Das Jahr 1813 wird als „Dramatikerjahr“ bezeichnet, weil es das Geburtsjahr einer Reihe von Dramatikern ist:
- 12. Februar: Otto Ludwig († 1865)
- 18. März: Friedrich Hebbel († 1863)
- 22. Mai: Richard Wagner († 1883)
- 9. Oktober: Giuseppe Verdi († 1901)
- 17. Oktober: Georg Büchner († 1837)
- 29. Dezember: Karel Sabina († 1877)

### Gesellschaft
- 4. September: In den Spielabrechnungen von Hans Carl Leopold von der Gabelentz taucht zum ersten Mal der Begriff „Scat“ auf.

### Katastrophen
- 13. September: In München stürzt die Isarbrücke durch ein Hochwasser der Isar ein und reißt dabei über 100 Schaulustige in den Tod.
- Ein kräftiger Hurrikan trifft im August die Stadt Martinique und verursachte 3000 Todesopfer.

## Geboren

### Januar/Februar
- 01. Januar: Franziska Berg, deutsche Schauspielerin († 1893)
- 01. Januar: Charles Clifford, neuseeländischer Politiker († 1893)
- 01. Januar: Louis Adrien Huart, französischer Journalist, Schriftsteller und Theaterdirektor († 1865)
- 04. Januar: Alexander von Bach, österreichischer Politiker († 1893)
- 04. Januar: Louis Lucien Bonaparte, französisch-italienischer Linguist, Romanist und Baskologe († 1891)
- 04. Januar: Isaac Pitman, Ausarbeiter einer Kurzschrift († 1897)
- 06. Januar: Paulus Melchers, Erzbischof von Köln, Kardinal († 1895)
- 10. Januar: Franz Jakob Kreuter, deutscher Architekt und Bauingenieur († 1889)
- 14. Januar: Boleslav Jablonský (eigentlich Karel Eugen Tupý), tschechischer Dichter († 1881)
- 16. Januar: Georges Darboy, Erzbischof von Paris († 1871)
- 18. Januar: Joseph Glidden, US-amerikanischer Farmer († 1906)
- 19. Januar: Henry Bessemer, britischer Ingenieur und Erfinder († 1898)
- 21. Januar: John Charles Fremont, US-amerikanischer Entdecker († 1890)
- 23. Januar: Camilla Collett, norwegische Schriftstellerin († 1895)
- 24. Januar: August von Württemberg, preußischer Generaloberst († 1885)
- 27. Januar: Heinrich von Friedberg, deutscher Politiker und Rechtswissenschaftler († 1895)
- 02. Februar: Alexander von Pape, preußischer Generaloberst der Infanterie († 1895)
- 04. Februar: Johann Bernhard Brinkmann, deutscher römisch-katholischer Theologe und Bischof († 1889)
- 12. Februar: Anton von Babarczy, Jurist und Politiker († 1881)
- 12. Februar: James Dwight Dana, US-amerikanischer Geologe, Mineraloge und Zoologe († 1895)

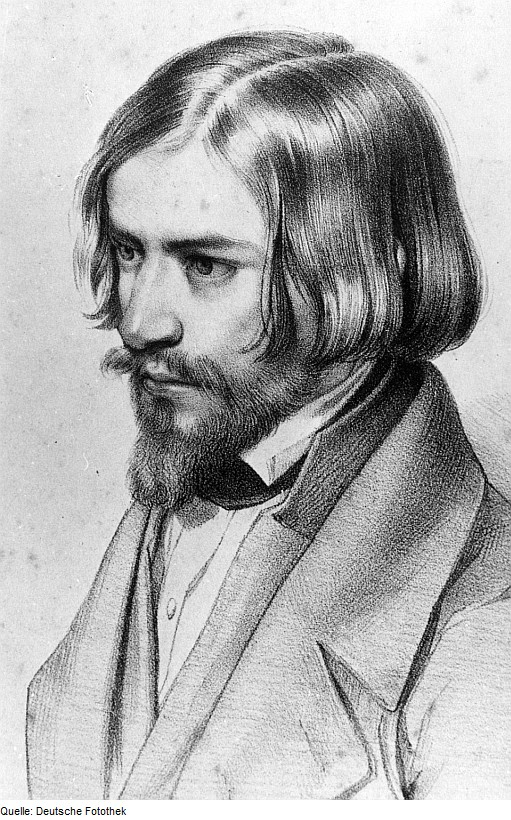
Otto Ludwig

- 12. Februar: Otto Ludwig, deutscher Schriftsteller († 1865)
- 14. Februar: Alexander Sergejewitsch Dargomyschski, russischer Komponist († 1869)
- 15. Februar: Frederick Holbrook, US-amerikanischer Politiker († 1909)
- 16. Februar: Joseph Reid Anderson, US-amerikanischer Ingenieur, Brigadegeneral und Unternehmer († 1892)
- 16. Februar: Semen Hulak-Artemowskyj, ukrainischer Opernsänger und Komponist († 1873)
- 18. Februar: Alexander Duncker, deutscher Verleger und Buchhändler († 1897)
- 23. Februar: Ferdinand Stadler, Schweizer Architekt († 1870)
- 23. Februar: Franz Delitzsch, deutscher Theologe und Professor († 1890)
- 26. Februar: Louise von Bose, deutsche Wohltäterin und Förderin der Künste und der Wissenschaft († 1883)
- 28. Februar: Pomaré IV., Königin von Tahiti († 1877)

### März/April
- 04. März: Joseph Ferdinand Boissard de Boisdenier, französischer Maler der Romantik († 1866)
- 06. März: William F. M. Arny, US-amerikanischer Politiker († 1881)
- 11. März: Philipp Ludwig Adam, deutscher Unternehmer und Politiker († 1893)
- 11. März: James Anderson, britisch-italienischer Fotograf († 1877)
- 17. März: Anton Dominik Fernkorn, deutscher Bildhauer und Bildgießer († 1878)
- 17. März: Kamehameha III., König von Hawaii († 1854)

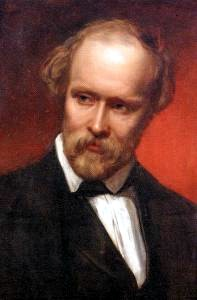
Friedrich Hebbel, 1851

- 18. März: Friedrich Hebbel, deutscher Dramatiker († 1863)

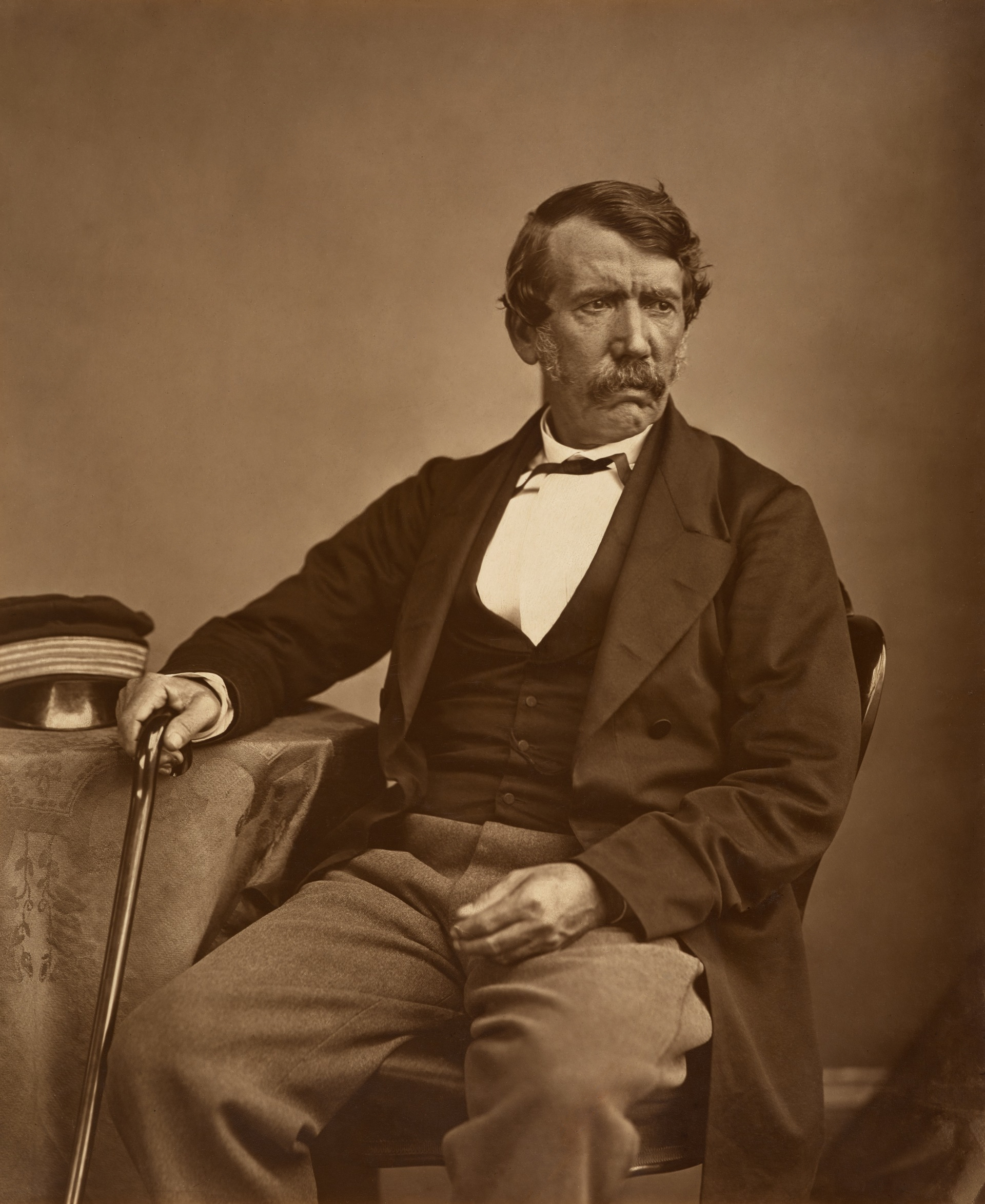
David Livingstone

- 19. März: David Livingstone, schottischer Afrikaforscher († 1873)
- 21. März: Heinrich Cordes, deutscher evangelischer Missionar in Südindien († 1892)
- 29. März: John Letcher, US-amerikanischer Politiker († 1884)
- 01. April: Karl Friedrich Rammelsberg, deutscher Chemiker († 1899)
- 06. April: Erwin von Neipperg, österreichischer General († 1897)
- 09. April: Lewis V. Bogy, US-amerikanischer Politiker († 1877)
- 11. April: Carl Ferdinand Jänisch, russischer Schachspieler († 1872)
- 11. April: Auguste de Meuron, Schweizer Architekt († 1898)
- 15. April: Theodor Kotschy, österreichischer Botaniker († 1866)
- 18. April: Franz Ittenbach, Maler, der zur Düsseldorfer Gruppe der Nazarener gehörte († 1879)
- 19. April: Thomas Jones Barker, englischer Maler († 1882)
- 20. April: Engelbert Seibertz, deutscher Porträt- und Historienmaler († 1905)
- 20. April: Henry Theodore Tuckerman, US-amerikanischer Schriftsteller († 1871)
- 21. April: August Bahlmann, deutscher römisch-katholischer Geistlicher († 1874)
- 22. April: Jørgen Moe, norwegischer Schriftsteller und Geistlicher († 1882)
- 23. April: Stephen Arnold Douglas, US-amerikanischer Politiker und Präsidentschaftskandidat († 1861)
- 27. April: August Podesta, deutscher Maler und Grafiker († 1858)
- 30. April: Wilhelm Ludwig Abeken, deutscher klassischer Archäologe († 1843)

### Mai/Juni
- 01. Mai: Jacob Mayer, deutscher Fabrikant († 1875)
- 03. Mai: Karl Girardet, Schweizer Maler († 1871)
- 03. Mai: Albert von Rheinbaben, preußischer General († 1880)

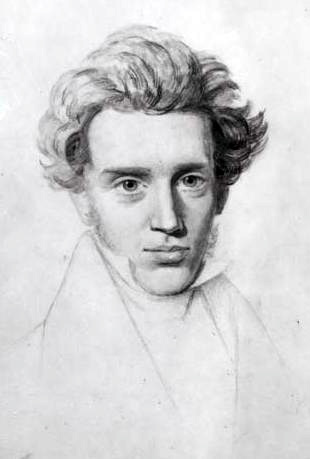
Søren Kierkegaard, um 1840

- 05. Mai: Søren Kierkegaard, dänischer Philosoph und Theologe († 1855)
- 06. Mai: Bernhard Afinger, deutscher Bildhauer († 1882)
- 09. Mai: Gustav Blaeser, deutscher Bildhauer († 1874)
- 10. Mai: Montgomery Blair, US-amerikanischer Politiker († 1883)
- 11. Mai: Alois Auer Ritter von Welsbach, österreichischer Drucker, Erfinder und Illustrator († 1869)
- 14. Mai: Charles Beyer, britischer Eisenbahnpionier († 1876)
- 15. Mai: Franz Napoleon Heigel, französisch-deutscher Maler († 1888)
- 15. Mai: Stephen Heller, ungarischer Pianist und Komponist († 1888)

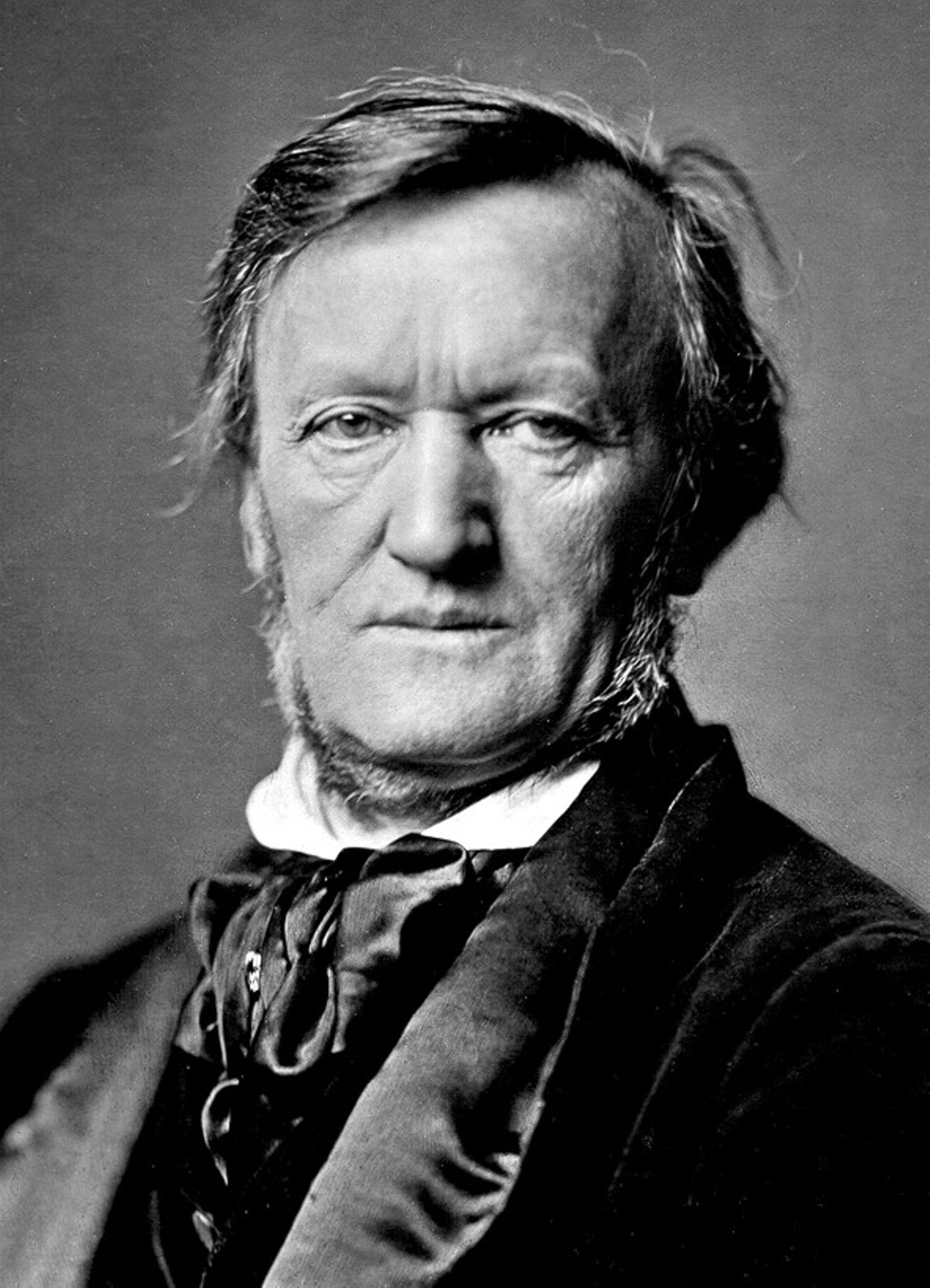
Richard Wagner, 1871

- 20. Juni: Joseph Antoine Autran, französischer Lyriker und Schriftsteller († 1877)
- 22. Mai: Richard Wagner, deutscher Komponist († 1883)
- 26. Mai: George G. Fogg, US-amerikanischer Politiker († 1881)
- 28. Mai: Johann Baptist Reiter, österreichischer Porträt- und Genremaler († 1890)
- 01. Juni: Karl Andresen, deutscher Germanist († 1891)
- 01. Juni: Arthur Lutze, deutscher Heilpraktiker († 1870)
- 02. Juni: Tassilo Festetics de Tolna, österreichischer Offizier, zuletzt General der Kavallerie († 1883)
- 02. Juni: Daniel Pollen, Premierminister von Neuseeland († 1896)
- 06. Juni: Wilhelm Hertzberg, deutscher Philologe und Übersetzer († 1879)
- 06. Juni: Hermann Riedel, deutscher Kantor, Organist und Komponist († 1892)
- 08. Juni: David Dixon Porter, US-amerikanischer Admiral († 1891)
- 16. Juni: Oskar von Arnim-Kröchlendorff, deutscher Politiker († 1903)
- 16. Juni: Otto Jahn, deutscher Altphilologe, Archäologe und Musikwissenschaftler († 1869)
- 24. Juni: Henry Ward Beecher, US-amerikanischer Prediger († 1887)
- 27. Juni: Otto Sendtner, deutscher Botaniker und Universitätsprofessor († 1859)
- 30. Juni: Karl Heinrich Oeckinghaus, deutscher Porträtmaler († 1858)

### Juli/August
- 01. Juli: Abbas I. Hilmi, Wali (Gouverneur) von Ägypten († 1854)
- 01. Juli: Paul Wassiljewitsch Annenkow, russischer Gutsbesitzer († 1887)
- 01. Juli: Johan Cesar Godeffroy, deutscher Kaufmann († 1885)
- 03. Juli: Carl Steinhäuser, deutscher Bildhauer († 1879)
- 10. Juli: Arthur Helps, englischer Schriftsteller († 1875)
- 12. Juli: Claude Bernard, französischer Physiologe († 1878)
- 13. Juli: Nikolai Leontjewitsch Benois, russischer Architekt († 1898)
- 13. Juli: Theophil von Hansen, dänischer Architekt des Historismus († 1891)
- 18. Juli: Pierre Alphonse Laurent, französischer Mathematiker († 1854)
- 21. Juli: Gottlieb Traugott Bienert, Müller und Bäcker, später Großindustrieller († 1894)
- 28. Juli: Alberto Mazzucato, italienischer Komponist und Musikpädagoge († 1877)
- 02. August: Adolf Werneburg, deutscher Namenforscher und Forstmann († 1886)
- 04. August: Alexander von Mensdorff-Pouilly, österreichischer Staatsmann († 1871)
- 05. August: Ivar Aasen, norwegischer Dichter und Sprachforscher († 1896)
- 06. August: Karl Aulenbach, deutscher Dichter († 1881)
- 10. August: William Henry Fry, US-amerikanischer Komponist und Musikkritiker († 1864)
- 18. August: Erhard Ackermann, deutscher Steinmetz († 1880)
- 18. August: Ludwig Rudolph, deutscher Lehrer und Botaniker († 1896)
- 20. August: Henri Amat, französischer Politiker († 1891)
- 20. August: Emil Keßler, deutscher Unternehmer († 1867)
- 20. August: Wladimir Alexandrowitsch Sollogub, russischer Schriftsteller († 1882)
- 21. August: Jean Servais Stas, belgischer Chemiker († 1891)
- 21. August: Josef Groll, bayerischer Braumeister († 1887)
- 23. August: Rudolf Köpke, deutscher Historiker und Journalist († 1870)
- 23. August: János Simor, ungarischer Kardinal († 1891)
- 28. August: Gustav August Freiherr von Aichelburg, deutscher Politiker († 1882)

### September/Oktober
- 06. September: Isaac Butt, irischer Rechtsanwalt, Wirtschaftswissenschaftler und Politiker († 1879)
- 06. September: John Cassin, US-amerikanischer Ornithologe († 1869)
- 09. September: Wilhelm Engelhard, deutscher Bildhauer († 1902)
- 10. September: Alexander von Münchhausen, Hannoverscher Staatsmann († 1886)
- 12. September: Johann Heinrich Fierz, Schweizer Unternehmer und Nationalrat († 1877)
- 13. September: John Sedgwick, US-amerikanischer General († 1864)
- 13. September: Valérie de Gasparin, Schweizer Schriftstellerin († 1894)
- 13. September: Auguste Maquet, französischer Schriftsteller († 1888)
- 17. September: Victor Franz Freiherr von Andrian-Werburg, österreichischer Politiker († 1858)
- 17. September: John Jabez Edwin Mayall, britischer Fotograf und Lokalpolitiker († 1901)
- 19. September: Anton Bernhardi, deutscher Arzt, Genossenschafter, Politiker, Sozialreformer und Unternehmer († 1889)
- 19. September: Christian Heinrich Friedrich Peters, deutscher Astronom († 1890)
- 19. September: Nikolaus Delius, Anglist und Shakespeare-Forscher († 1888)
- 20. September: Ludwig Lenz, deutscher Schriftsteller und Journalist († 1896)
- 24. September: Gerardo Barrios, Präsident von El Salvador († 1865)
- 02. Oktober: Johann Friedrich Palm, deutscher Altphilologe und Lexikograf († 1871)
- 03. Oktober: Friedrich Lüders, deutsch-amerikanischer Gärtner und Naturforscher († 1904)
- 03. Oktober: Moritz Wagner, deutscher Reisender, Geograph und Naturforscher († 1887)
- 04. Oktober: William Gilpin, US-amerikanischer Politiker († 1894)
- 05. Oktober: Ernst Haberbier, Komponist und kaiserlich-russischer Hofpianist († 1869)
- 08. Oktober: Carl Amand Mangold, Komponist († 1889)
- 09. Oktober: John J. Pettus, US-amerikanischer Politiker († 1867)
- 09. Oktober: Georg Waitz, deutscher Rechtshistoriker und Mediävist († 1886)
- 10. Oktober: Mark Pattison, englischer Autor († 1884)
- 13. Oktober: Imre Henszlman, ungarischer Archäologe und Ästhetiker († 1888)
- 14. Oktober: Maximilien Joseph Moll, Revolutionär († 1849)
- 16. Oktober: Johannes Ronge, deutscher katholischer Priester († 1887)
- 16. Oktober: Wilhelm Schubert, badischer Kaufmann und Politiker († 1893)
- 16. Oktober: Julie von Webenau, deutsche Pianistin und Komponistin († 1887)

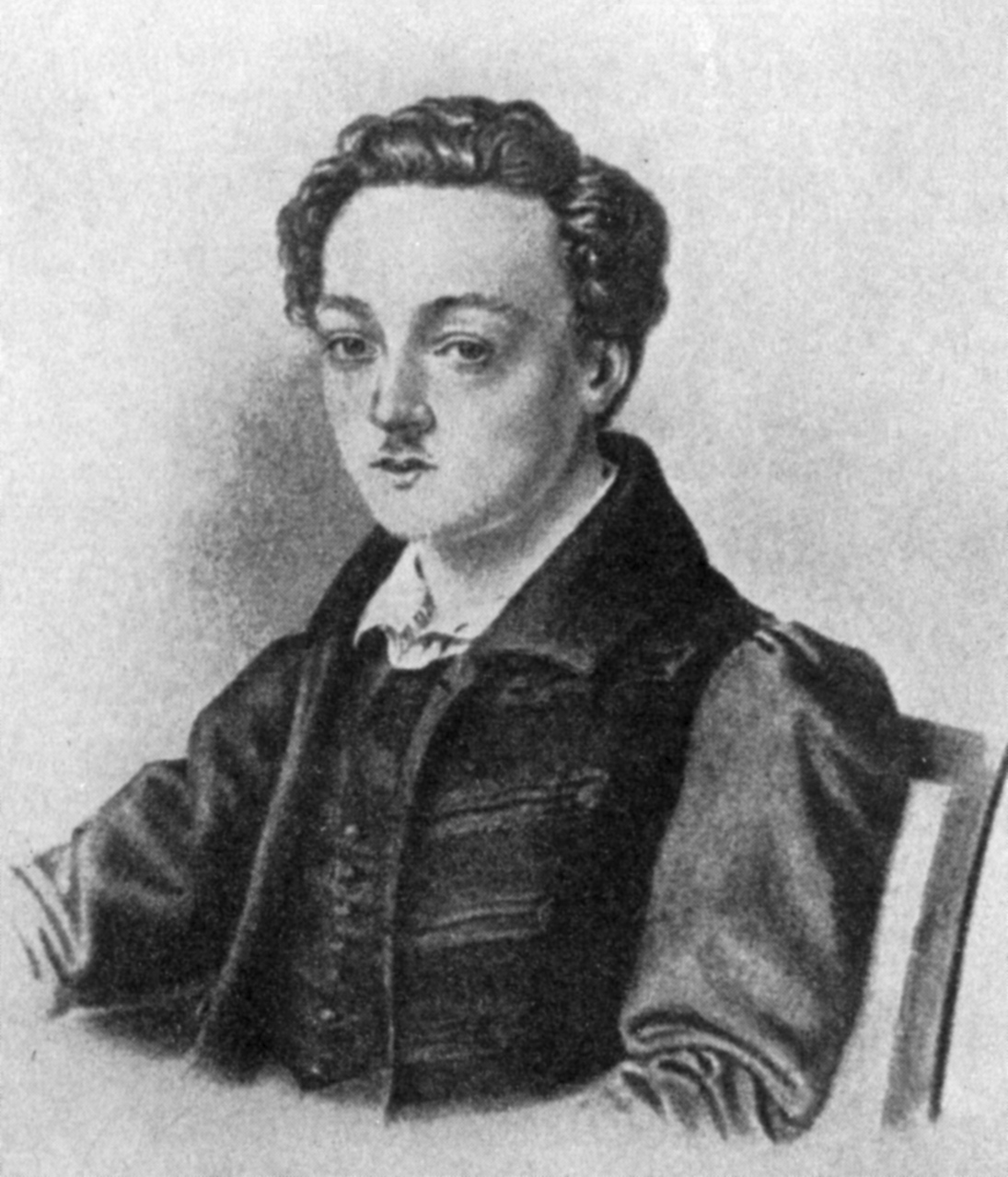
Georg Büchner

- 17. Oktober: Georg Büchner, deutscher Schriftsteller († 1837)

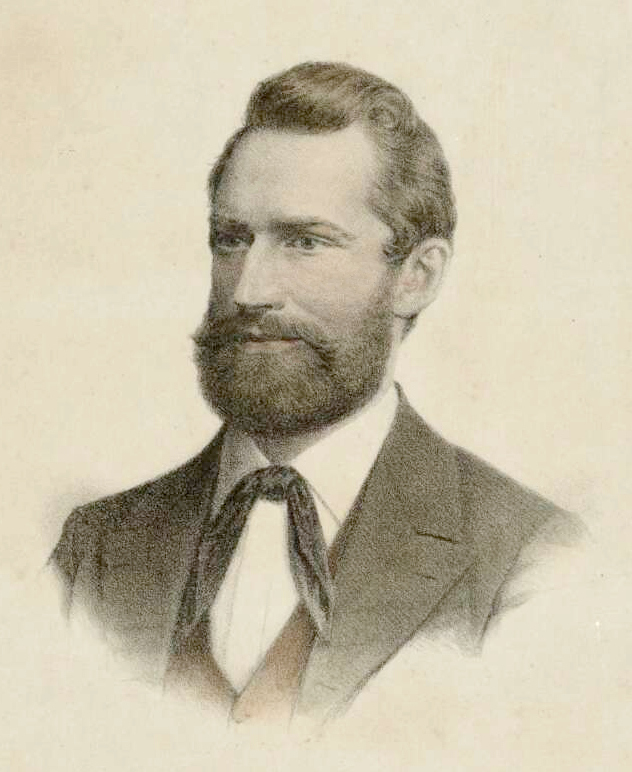
Ludwig Leichhardt

- 23. Oktober: Ludwig Leichhardt, deutscher Entdecker, Zoologe, Botaniker und Geologe († 1848)
- 25. Oktober: Henry Smart, englischer Organist und Komponist († 1879)
- 26. Oktober: Daniel D. Pratt, US-amerikanischer Politiker († 1877)
- 27. Oktober: Franz August Mammen, deutscher Unternehmer († 1888)
- 27. Oktober: Dorothea Trudel, Seelsorgerin und charismatische Heilerin aus der Schweiz († 1862)
- 29. Oktober: Carl Ploug, dänischer Journalist und Politiker († 1894)
- 000Oktober: Giuseppe Verdi, italienischer Komponist († 1901)

### November/Dezember
- 04. November: Lorenz Brentano, Jurist und badischer Politiker († 1891)
- 09. November: Charles Duclerc, französischer Staatsmann, Minister und Ministerpräsident († 1888)
- 13. November: Allen G. Thurman, US-amerikanischer Politiker († 1895)
- 15. November: John L. O’Sullivan, US-amerikanischer Journalist († 1895)
- 16. November: Josef Martin Knüsel, Schweizer Politiker († 1889)
- 30. November: Louise-Victorine Ackermann, französische Schriftstellerin und Mitglied der Parnassiens († 1890)
- 30. November: Charles Valentin Alkan, französischer Musiker und Komponist († 1888)
- 30. November: Hermann Kurz, deutscher Schriftsteller, Publizist und Übersetzer († 1873)
- 30. November: Friedrich Simony, Geograph und Alpenforscher († 1896)
- 02. Dezember: Jamgön Kongtrül Lodrö Thaye: bedeutender Meister der Kagyü-Tradition des tibetischen Buddhismus (Vajrayana) († 1899)
- 06. Dezember: August Sicard von Sicardsburg, österreichischer Architekt († 1868)
- 07. Dezember: Christian Tønsberg, norwegischer Verleger der Nationalromantik († 1897)
- 07. Dezember: Angelika von Woringen, deutsche Malerin († 1895)
- 08. Dezember: Jacob Georg Agardh, schwedischer Botaniker († 1901)
- 08. Dezember: August Belmont, deutsch-amerikanischer Bankier und Politiker († 1890)

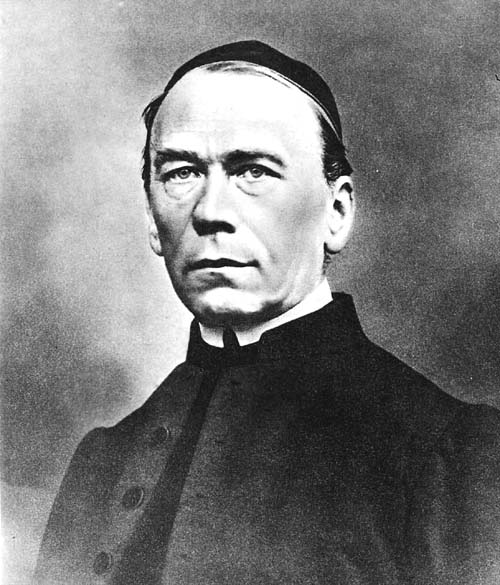
Adolph Kolping

- 08. Dezember: Adolph Kolping, deutscher katholischer Priester († 1865)
- 09. Dezember: Nicolas Adames, Bischof von Luxemburg († 1887)
- 19. Dezember: Thomas Andrews, irischer Physikochemiker († 1885)
- 19. Dezember: Nelson Dewey, US-amerikanischer Politiker († 1889)
- 20. Dezember: Samuel Jordan Kirkwood, US-amerikanischer Politiker († 1894)
- 21. Dezember: Philipp Galen, deutscher Schriftsteller und Arzt († 1899)
- 25. Dezember: Milledge Luke Bonham, Brigadegeneral der Konföderierten Staaten im Sezessionskrieg († 1890)
- 25. Dezember: Friedrich Wilhelm Weber, deutscher Epiker († 1894)
- 27. Dezember: Hugues Oltramare, Schweizer evangelischer Geistlicher und Hochschullehrer († 1891)
- 29. Dezember: Joseph P. Comegys, US-amerikanischer Politiker († 1893)
- 29. Dezember: Karel Sabina, tschechischer Publizist, Schriftsteller und Literaturkritiker († 1877)
- 31. Dezember: Henry Bence Jones, englischer Arzt († 1873)

### Genaues Geburtsdatum unbekannt
- Frederick Scott Archer, britischer Bildhauer und Fotopionier († 1857)
- Auguste Charpentier, französischer Maler († 1880)
- Mullah Husayn, erster Buchstabe des Lebendigen († 1849)
- Pedro Ignacio Meza, Oberbefehlshaber der Kriegsmarine Paraguays († 1865)
- Enoch Wedgwood, englischer Unternehmer († 1879)
- Johann Leopold Zillmann, deutscher Missionar in Australien († 1892)

## Gestorben

### Erstes Halbjahr
- 11. Januar: Giuseppe Aprile, italienischer Opernsänger und Kastrat (* 1732)
- 19. Januar: Friedrich Pischelberger, Kontrabassist (* 1740)

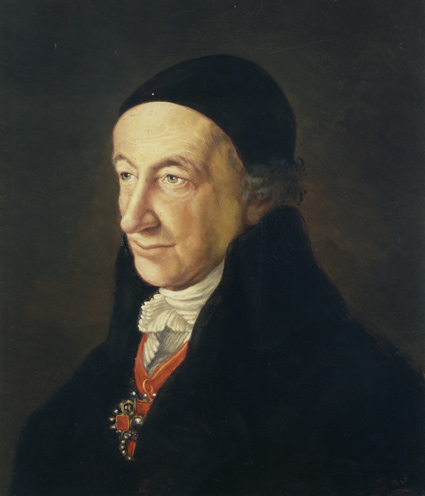
Christoph Martin Wieland

- 20. Januar: Christoph Martin Wieland, deutscher Dichter, Übersetzer und Herausgeber der Aufklärung (* 1733)
- 23. Januar: George Clymer, US-amerikanischer Politiker (* 1739)
- 24. Januar: Theodore Sedgwick, US-amerikanischer Politiker (* 1746)
- 03. Februar: Samuel Ashe, US-amerikanischer Politiker (* 1725)
- 03. Februar: Georg Friedrich Götz, deutscher lutherranischer Prediger (* 1750)
- 17. Februar: Anton Carl Ludwig von Tabouillot, französisch-deutscher Gutsbesitzer, königlich preußischer Hauptmann und Bürgermeister von Essen (* 1775)
- 27. Februar: Carl Friedrich Ballhorn der Ältere, preußischer evangelischer Geistlicher, Jurist und Beamter (* 1732)
- 07. März: Hans Jacob Mumenthaler, Schweizer Chemiker und Mechaniker (* 1729)
- 13. März: Georg Adolf Suckow, Naturwissenschaftler (* 1751)
- 14. März: Christian Ehregott Weinlig, deutscher Komponist und Kreuzkantor (* 1743)
- 17. März: Jacques Pierre Abbatucci, korsischer General (* 1723)
- 17. März: William Houston, Delegierter für Georgia im Kontinentalkongress (* 1755)
- 18. März: Marie Catherine Brignole, Fürstin von Monaco und Fürstin von Condé (* 1737)
- 23. März: Augusta Friederike Luise, Herzogin zu Braunschweig-Lüneburg und Fürstin von Braunschweig-Wolfenbüttel (* 1737)
- 30. März: Johann Friedrich Hennert, deutscher Mathematiker und Astronom (* 1733)
- 30. März: Pierre-Frédéric de Meuron, Schweizer Offizier in fremden Diensten, Militärgouverneur von Ceylon und Generalleutnant

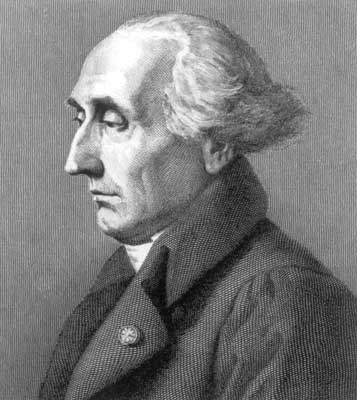
Joseph-Louis Lagrange

- 10. April: Joseph-Louis Lagrange, italienischer Mathematiker und Astronom (* 1736)
- 12. April: Jean-François Carteaux, französischer General (* 1751)
- 13. April: Friederike Brion, Geliebte von Johann Wolfgang von Goethe (* 1752)
- 14. April: Joachim Nicolas Eggert, schwedischer Komponist und Dirigent (* 1779)
- 19. April: Benjamin Rush, Unterzeichner der Unabhängigkeitserklärung der USA (* 1746)
- 27. April: Zebulon Pike, US-amerikanischer Offizier und Entdecker (* 1779)
- 28. April: Michail Illarionowitsch Kutusow, russischer Generalfeldmarschall (* 1745)
- 01. Mai: Jean-Baptiste Bessières, französischer General (* 1768)
- 02. Mai: Ferdinand von Preußen, preußischer Generalmajor (* 1730)
- 05. Mai: Georg Friedrich von Kall, preußischer Offizier (* 1781)
- 10. Mai: Johann Karl Wilhelm Illiger, deutscher Zoologe und Entomologe (* 1775)
- 11. Mai: Amos Stoddard, US-amerikanischer Politiker (* 1762)
- 23. Mai: Géraud-Christophe-Michel Duroc, napoleonischer General, Großmarschall des Palastes (* 1772)
- 25. Mai: Clemens Lipper, deutscher Geistlicher und Architekt (* 1742)
- 03. Juni: Wilhelm Gottlieb Becker, Aufseher über die Dresdner Antikengalerie, das Münzkabinett und das Grüne Gewölbe (* 1753)
- 06. Juni: Alexandre-Théodore Brongniart, französischer Architekt (* 1739)
- 08. Juni: Carl Friedrich Leopold von Gerlach, Berliner Oberbürgermeister (* 1757)
- 18. Juni: Hōseidō Kisanji, japanischer Schriftsteller (* 1735)
- 19. Juni: Heinrich Ludwig Willibald Barckhausen, preußischer Jurist und Stadtpräsident von Halle (* 1742)
- 19. Juni: Johann Christoph Rincklake, romantischer Porträtmaler (* 1764)
- 22. Juni: Anton Graff, Porträtmaler (* 1736)
- 25. Juni: Johann von Ewald, dänischer General (* 1744)

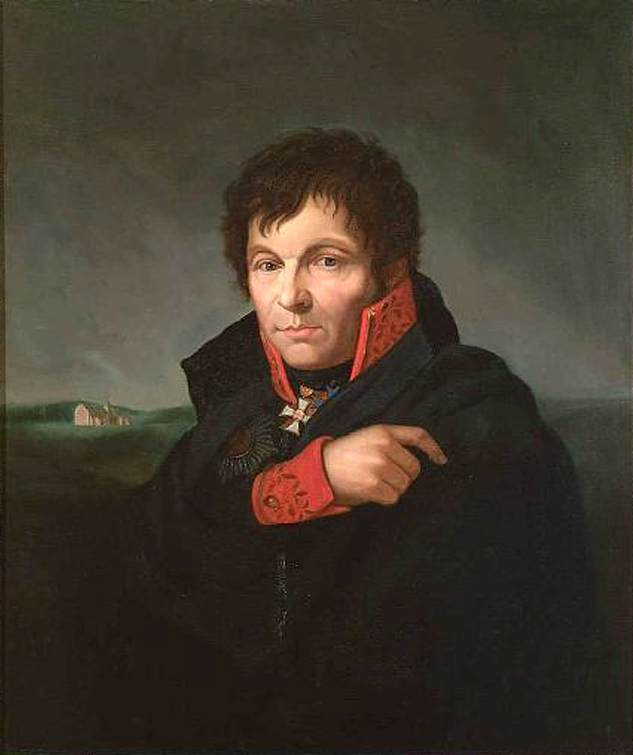
Gerhard von Scharnhorst

- 28. Juni: Gerhard von Scharnhorst, preußischer General (* 1755)

### Zweites Halbjahr
- 06. Juli: Granville Sharp, Gründer der britischen abolitionistischen Bewegung (* 1735)
- 07. Juli: Jürgen Paul Prahl, Lübecker Knochenhauermeister und Opfer der französischen Okkupation (* 1772)
- 13. Juli: Johann Friedrich Peter, US-amerikanischer Komponist (* 1746)
- 15. Juli: Gottlieb Bertrand, deutscher Autor (* 1775)
- 22. Juli: George Shaw, englischer Botaniker und Zoologe (* 1751)
- 29. Juli: Andoche Junot, französischer General und Adjutant Napoléons (* 1771)
- 01. August: Carl Stenborg, schwedischer Komponist (* 1752)
- 08. August: Johann Christian Kayser, deutscher Orgelbauer (* 1750)
- 10. August: Francisco Antonio García Carrasco, spanischer Offizier und Gouverneur von Chile (* 1742)
- 20. August: Johann Baptist Vanhal, böhmischer Komponist (* 1739)
- 23. August: Alexander Wilson, schottischer Ornithologe und Dichter (* 1766)
- 26. August: Daniel Gottlob Türk, deutscher Organist und Musiktheoretiker (* 1750)

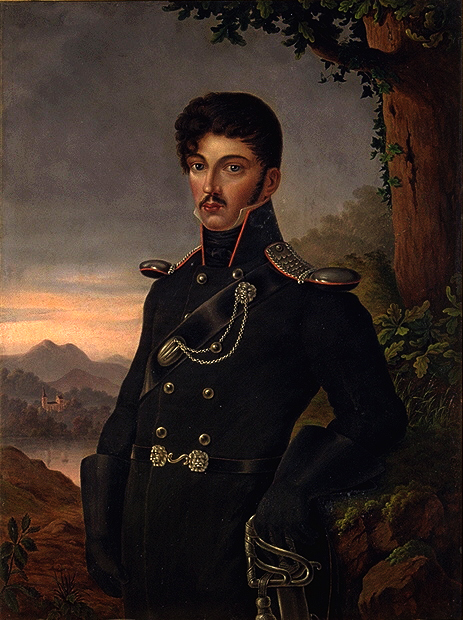
Theodor Körner, 1813/1814

- 26. August: Theodor Körner, deutscher Schriftsteller (* 1791)
- 27. August: David von Andrássy, ungarischer Militär (* 1762)
- 29. August: Heinrich Adolph Grimm, deutscher Orientalist (* 1747)
- 29. August: Heinrich LXI., Graf und Erbprinz Reuß zu Köstritz (* 1784)
- 01. September: Edmé-Martin Vandermaesen, französischer General (* 1766)
- 02. September: Jean-Victor Moreau, französischer General (* 1763)
- 04. September: Christian Friedrich von Schimonski, preußischer Generalmajor (* 1745)
- 04. September: Jean-François Thomas de Thomon, französisch-russischer Architekt (* 1760)
- 04. September: James Wyatt, britischer Baumeister (* 1746)
- 05. September: Friedrich Wilhelm Ludwig von Arnim-Suckow, preußischer Offizier (* 1780)
- 12. September: Edmund Randolph, Gouverneur von Virginia, US-Außenminister, erster US-Generalstaatsanwalt (* 1753)
- 17. September: Ignaz Kober, Wiener Hoforgelbauer (* 1756)
- 22. September: Rose Bertin, französische Schneiderin und Hutmacherin (* 1747)
- 24. September: André-Ernest-Modeste Grétry, französischer Komponist (* 1741)
- 05. Oktober: Eleonore Prochaska, deutsche Soldatin (* 1785)
- 11. Oktober: Robert Kerr, schottischer Autor, Übersetzer und Zoologe (* 1755)
- 13. Oktober: Karl Johann Christian Grapengiesser, deutscher Arzt (* 1773)
- 19. Oktober: Józef Antoni Poniatowski, polnischer General, Marschall von Frankreich (* 1763)
- 20. Oktober: Donatien-Marie-Joseph de Vimeur, vicomte de Rochambeau, französischer General (* 1755)
- 22. Oktober: Charles Scott (Politiker, 1739), amerikanischer Politiker (* 1739)
- 24. Oktober: Gottlob August Krille, deutscher Komponist und Kreuzkantor (* 1779)
- 06. November: Claude Charles Aubry de La Boucharderie, französischer Divisionsgeneral (* 1773)
- 12. November: Jean de Crèvecoeur, US-amerikanischer Schriftsteller (* 1735)
- 17. November: Louis Marie de Narbonne-Lara, französischer Militär und Politiker (* 1755)
- 17. November: Philipp Wilhelm Otterbein, deutsch-amerikanischer reformierter Pfarrer, evangelischer Missionar und Kirchengründer (* 1726)
- 19. November: Johann Ludwig Christ, deutscher Pfarrer, Obstbauexperte und Insektenkundler (* 1739)
- 22. November: Johann Gottfried Vierling, deutscher Organist und Komponist (* 1750)
- 22. November: Johann Christian Reil, Begründer der allgemeinen und integrativen Psychotherapie (* 1759)
- 24. November: Johann Bernhard Crespel, deutscher Jurist und Jugendfreund von Johann Wolfgang von Goethe (* 1747)
- 27. November: Friedrich Wilhelm Bossann, deutscher Schauspieler und Theaterdirektor (* 1756)
- 29. November: Giambattista Bodoni, italienischer Graveur, Buchdrucker, Typograf und Verleger (* 1740)
- 30. November: Friedrich August Baumbach, deutscher Komponist und Freimaurer (* 1753)
- November: John Colter, US-amerikanischer Trapper und Entdecker (* ca. 1774)
- 02. Dezember: Franz Joseph Konstantin Schömann, deutscher Rechtswissenschaftler (* 1782)
- 08. Dezember: Gaetano Callido, italienischer Orgelbauer (* 1727)
- 10. Dezember: Jeanbon St. André, französischer Präfekt zur Zeit der Revolutionskriege (* 1749)
- 11. Dezember: Johann Georg Purmann, deutscher Pädagoge (* 1733)
- 12. Dezember: Heinrich Grenser, deutscher Holzblasinstrumentenmacher (* 1764)
- 17. Dezember: Johann Nicolaus Anton, deutscher lutherischer Theologe (* 1737)
- 19. Dezember: Markus Vetsch, Werdenberger Freiheitskämpfer, Schweiz (* 1759)
- 19. Dezember: August Friedrich Karl von Ziegesar, deutscher Kanzler und Generallandschaftsdirektor (* 1746)
- 20. Dezember: August Christian Lebrecht von Krafft, königlich preußischer Generalmajor (* 1740)
- 24. Dezember: Go-Sakuramachi, Kaiserin von Japan (* 1740)
- 28. Dezember: Christian Ludwig Bachmann, deutscher Mediziner und Musikschriftsteller (* 1763)

### Genaues Todesdatum unbekannt
- Íñigo Abbad y Lasierra, spanischer Geistlicher (* 1745)
- William George Browne, englischer Entdecker (* 1768)